# Список насекомых, занесённых в Красную книгу Украины
Насекомые, занесённые в Красную книгу Украины, — список из видов насекомых, включённых в последнее издание Красной книги Украины (2009).

## История
Вопрос об охране редких беспозвоночных животных, и насекомых в том числе, в общегосударственном масштабе стал подниматься сравнительно недавно.
После Октябрьской революции 1917 года, несмотря на всеобщее развитие энтомологии, охрана насекомых на территории стран тогдашнего СССР, в состав которого входила и Украина, долгое время оставалась на месте, в то время, как активное развитие сельского хозяйства и промышленности вело к интенсивному уничтожению естественных биотопов. Именно поэтому насекомые не были включены в первое издание Красной книги СССР, вышедшей в 1978 году. Во второе же издание Красной книги, увидевшее свет в 1984 году были включены 202 вида насекомых
Уже в первом издании Красной книги УССР, вышедшей в 1980 году, фигурировало 18 видов насекомых, во втором издании 1994 года их количество возросло до 173, а в третье издание Красной книги Украины 2009 года занесено 226 видов насекомых.
По сравнению с предыдущим изданием (1994), из издания 2009 года были исключены 27 видов насекомых, так как их популяции были восстановлены до безопасного уровня. Были исключены следующие виды: стрелка меркурия, веснянка большая, стафилин пахучий, многоцветница чёрно-рыжая, голубянка Дафнис, бражник олеандровый, медведица Гера, медведица точечная, коновия мегаполитанская, акантолида желтоголовая, акантолида сланцевая, нейротома Фауста, мегалодонт гаплофилумовый, зарея бронзовотелая, зарея меднотелая, агре Фривальдского, пилильщик розанный мокрицевидный, апростема Пелетье, апростема Карпентера, Perineura rubi, макрофия тевтонская, сколия степная, рофитоидес серый, люцерновая пчела-листорез, шмель пластинчатозубый, шмель изменчивый, шмель необыкновенный.
В таблице также приведён охранный статус видов согласно Красной книге Украины.
Отдельным цветом выделены:
 Новые виды, включённые в 3-е издание Красной книги Украины, вышедшее в 2009 году

## Список насекомых, занесённых в Красную книгу Украины
| Иллюстрация                                 | Название                                                               | Ареал и численность на территории Украины. Замечания по систематике. | Охранный статус в Красной книге Украины | Источники       |
| ------------------------------------------- | ---------------------------------------------------------------------- | --- | --------------------------------------- | --------------- |
| Отряд Богомоловые ( Mantodea)               |                                                                        | |                                         |                 |
|                                             | Боливария короткокрылая (Bolivaria brachyptera)                        | На территории Украины встречается на юге Одесской области, Херсонской области и в Крыму. Редкий вид, численность которого сокращается. Встречаются единичные экземпляры. | Уязвимый вид                            | [ 6 ]           |
|                                             | Ирис восточный (Iris polystictica)                                     | На территории Украины встречается в Николаевской, Херсонской, Днепропетровской, Запорожской, Донецкой, Луганской области и Крыму. Редкий вид. Встречаются единичные экземпляры. | Редкий вид                              | [ 7 ]           |
|                                             | Эмпуза полосатая (Empusa fasciata)                                     | Реликтовый вид. Встречается на юге Одесской области и в Крыму. Редкий вид, численность которого сокращается. В Крыму — обычен. | Уязвимый вид                            | [ 8 ]           |
|                                             | Эмпуза перистоусая или песчаная (Empusa pennicornis)                   | На Украине найден в Херсонской и Николаевской области. Редкий вид, численность которого сокращается. Встречаются единичные экземпляры. | Уязвимый вид                            | [ 9 ]           |
| Отряд Двукрылые (Diptera)                   |                                                                        | |                                         |                 |
| Фотография Callicera macquarti              | Callicera macquarti                                                    | Встречается на Украине только в Крыму — Никита, Семидворье. Вид крайне редок, известен по единичным находкам на всём ареале. На Украине известен только по трём самками, собранным в 1886 и 1910 годах. | Исчезающий, возможно вымерший вид       | [ 10 ]          |
| Фотография Merodon crassifemoris            | Merodon crassifemoris                                                  | На Украине встречается только в Крыму: Тарханкут, Карадагский заповедник, Феодосия (типичное местонахождение вида). Известно с территории Крымского полуострова всего по 6 экземплярам, собранным с разницей в 74 года (1923 — 1997 года). Всюду крайне редкий вид, из коллекций известно лишь 24 экземпляра. | Исчезающий вид                          | [ 11 ]          |
| Фотография Merodon femoratoides             | Merodon femoratoides                                                   | Уязвимый вид с разорванным ареалом. На Украине найден только в Крыму (Гончарное, Симферополь, окрестности Судака, Курортное, Карадагский заповедник). Из окрестностей Севастополя, откуда описан вид, а также из Симферополя, где вид встречался в 1920-х годах современных находок нет. Из-под Судака известен только по 3 экземплярами, собранными в начале 1980-х годов. В Карадагском заповеднике является довольно обычным видом, но сразу за его пределами (Курортное) является крайне редким. Отмечено многолетние колебания численности, связанные с погодными условиями. Карадагский популяция является одной из самых многочисленных в мире. Из Крыма известно 174 экземпляра вида. Лимитирующим фактором является состояние крымских популяций видов кормовых растений, луковицами которых питаются личинки. | Уязвимый вид                            | [ 12 ]          |
| Фотография Merodon nigritarsis              | Merodon nigritarsis                                                    | На Украине известен из Донецкой и Харьковской области и Крыма, но за пределами заповедников почти не встречается. Ранее под названием Merodon spinipes в литературе приводили как минимум два разных вида, а именно Merodon nigritarsis (Rondani, 1845) и Merodon avidus (Rossi, 1790), поэтому весь материал требует ревизии. В некоторых заповедниках численность вида может быть достаточно высокой, но за их пределами он почти вымер. | Редкий вид                              | [ 13 ]          |
| Фотография Pelecocera latifrons             | Pelecocera latifrons                                                   | Встречается на Левобережной Украине, где тяготеет к степной зоне в Харьковской и Донецкой области. Из последней известны находки вида в заповеднике «Хомутовская степь», Славянского района, Великоанадольского леса и Донецкого ботанического сада НАН Украины, в Харькове и области известны находки в Харьковском лесопарке, «Печенежское поле», Харьковского и Волчанского районов. Вид характеризуются низкой численностью. До сих пор численность вида в целом снизилась, он стал очень локальным, но при этом в местах проживания имаго могут быть довольно обычными. Известно вид относится к комплексу редких и исчезающих видов, которые вне степных заповедников практически не встречаются. | Редкий вид                              | [ 14 ]          |
| Фотография Psarus abdominalis               | Psarus abdominalis                                                     | На Украине известен из Закарпатья, а также со степной и лесостепной зоны левобережья, но только в нескольких точках: в Харьковской, Донецкой и Луганской областей. Найден, помимо прочего, в заповеднике «Стрельцовская степь» в Луганской области и в сопредельном районе Ростовской области России. В Крыму не найдено. В Донецкой области раньше встречался, вероятно, по всей территории, о чём свидетельствуют экземпляры вида, собранные во второй половине XIX века на востоке Харьковской губернии (ныне северная часть Донецкой области, окраина Славянска). Численность катастрофически снизилась. Всего на территории Харьковской и Луганской областей течение XX века. собрано 8 экземпляров, в Закарпатье — 1 экземпляр. Из Донецкой области известный всего 1 экземпляр. Лимитирующие численность факторы не установлены; вероятно, критическим является связь вида с определёнными исчезающими растительными ассоциациями или видам растений, которые все ещё остаются невыясненными.                                                                                           | Исчезающий вид                          | [ 15 ]          |
| Фотография Temnostoma meridionale           | Temnostoma meridionale                                                 | На Украине найден только в Закарпатье и Донецкой области, где находится одно из его типичных мест нахождения. Численность очень низкая, известны лишь единичные экземпляры. Встречается вместе с другими более распространёнными и одновременно немногочисленными видами рода, но ещё реже. Лимитирующим фактором является наличие сухостойных деревьев лиственных пород в лесах, а также возраст последних. | Уязвимый вид                            | [ 16 ]          |
|                                             | Urophora dzieduszyckii                                                 | На Украине встречается в каньоне Днестра в окрестностях села Синьков Тернопольской области (типовая местность). Современных находок вида нет. Возможно, исчезнувший в южной части ареала. | Редкий вид                              | [ 17 ]          |
|                                             | Долгоножка праздничная (Ctenophora festiva)                            | Встречается в Прикарпатье. Находки вида в Центральной Украине требуют подтверждения. Современных данных о численности и её изменения нет. Причины изменения численности — санитарные чистки лесов. | Исчезающий вид                          | [ 18 ]          |
|                                             | Ктырь гигантский (Satanas gigas)                                       | Ареал на территории Украины охватывает пески в долине Днепра, Южного Буга и их притоков, дельта Дуная; Крым. Современных данных о численности нет. Наблюдалось уменьшение численности из-за распашки целинных участков, исчезновение растительности песчаных холмов, применения пестицидов. | Уязвимый вид                            | [ 19 ]          |
|                                             | Ктырь шершневидный (Asilus crabroniformis)                             | Ареал на территории Украины охватывает лесостепную и изредка степную (Донецкая и Одесская область) зоны. Встречается крайне редко (единичные особи). Современных данных о численности нет. Наблюдалось уменьшение численности из-за распашки лугов и применения пестицидов. | Редкий вид                              | [ 20 ]          |
| Отряд Жесткокрылые (Coleoptera)             |                                                                        | |                                         |                 |
|                                             | Болбелязм однорогий (Bolbelasmus unicornis)                            | Вид распространён в западных, центральных и отчасти восточных регионах части Украины: Днепропетровская, Киевская, Черниговская, Винницкая, Черновицкая Львовская, Тернопольская области. Очень редкий вид, встречаются единичные особи, спорадически. | Уязвимый вид                            | [ 21 ]          |
|                                             | Брахицерус волнистый (Brachycerus sinuatus)                            | На территории Украины вид известен по находкам на севере Луганской области, в Одесской, Херсонской областях. В Крыму встречается в горах, доходя до уровня яйл. Ранее популяции вида были сравнительно многочисленными. После 1940-х годов годы известны только единичные находки жуков. | Неопределённый                          | [ 22 ]          |
|                                             | Бронзовка красивая или бронзовка кавказская (Protaetia speciosa)       | На Украине встречается только в лесах Горного Крыма, где имеет изолированный ареал. Встречается редко, в основном единичными экземплярами. | Уязвимый вид                            | [ 23 ]          |
| Фотография жиряка гладкого                  | Жиряк гладкий (Liparus laevigatus)                                     | На территории Украины вид распространён в горном Крыму и окрестностях Одессы. Численность незначительна (единичные особи). | Редкий вид                              | [ 24 ]          |
|                                             | Жужелица бессарабская (Carabus (Tomocarabus) bessarabicus)             | На Украине вид был найден на севере Луганской области, в Одессой, Херсонской, Донецкой области и Крыму. Один из немногих типично степных видов рода. Является характерным обитателем целинных и слабо нарушенных степей. Численность резко уменьшается. Редкий вид, зарегистрированы только единичные особи. Основными лимитирующими факторами являются распашка степей, избыточная пастбищная нагрузка на степные участки и применение пестицидов. | Уязвимый вид                            | [ 25 ]          |
|                                             | Жужелица венгерская (Carabus hungaricus)                               | На Украине вид представлен одним эндемичным для страны подвидом C. h. gastridulus (Fischer, 1823), обитающим в Крыму и подвидами C. h. scythus (Motsch., 1847), распространённым в степной зона и крайнем юге лесостепи и подвидом C. h. mingens, который обитает на крайнем востоке степной зоны Украины. Встречаются единичные особи. Иногда (в отдельные годы на целинных участках) локально многочисленный вид (до 5 — 10 особей на 100 м2). Численность резко уменьшается. | Уязвимый вид                            | [ 26 ]          |
| Фотография жужелицы Дамы                    | Жужелица-дама (Carterus dama)                                          | Единичные особи находили на крайнем юге степной зоны (Одесская область) и в Крыму. Встречается очень редко. | Редкий вид                              | [ 27 ]          |
| Фотография жужелицы Дублянского             | Жужелица Дублянского (Taurocimmerites dublanskii)                      | Эндемик Украины. Зарегистрирован только в горном Крыму: г.Виллабурун, Виллабурунская пещера на высоте 900 м. н. у. м. Очень редкий вид, из Крыма известен по 6 экземплярах. | Редкий вид                              | [ 28 ]          |
|                                             | Жужелица крымская (Carabus (Procerus) tauricus)                        | Является эндемичным видом для Крыма, ранее считалась крымским подвидом Carabus scabrosus. Обитает в западном и юго-западном Крыму, также заселяет всю горную зону с предгорьями, отсутствует на востоке полуострова. Наблюдается тенденция к снижению численности вида. В целом численность подвержена колебаниям и отчасти напрямую связана с количеством осадков и соответственно количеством кормовой базы в виде наземных моллюсков. Во «влажные года» увеличивается количество виноградной улитки, пропорционально возрастает и популяция крымской жужелицы. | Уязвимый вид                            | [ 29 ]          |
|                                             | Жужелица Менетрие (Carabus menetriesi)                                 | На Украине встречается в Карпатах, Полесье и на северо-западе лесостепи. Возможны находки и на севере левобережной Украины в зоне лесостепи. Редкий вид, регистрируются только единичные особи. Численность резко уменьшается. | Редкий вид                              | [ 30 ]          |
| Фотография жужелицы Шевролата               | Жужелица Шевролата (Parazuphium chevrolati)                            | На Украине встречается в северных районах степного Крыма и в Одесской области. Очень редкий вид. На Украине известен по двух экземплярам из Одесской области и степного Крыма. | Редкий вид                              | [ 31 ]          |
|                                             | Жужелица Щеглова (Carabus stscheglowi)                                 | На Украине встречается преимущественно в лесостепной зоне, спорадически на яйлах Крыма (Чатыр-Даг). Редкий вид, регистрируются только единичные особи. Численность резко уменьшается. | Редкий вид                              | [ 32 ]          |
|                                             | Жужелица Эстрейхера (Carabus (Trachycarabus) estreicheri)              | На Украине вид чаще всего встречается в лесостепной зоне и в северной подзоне степных районов. Находки вида отмечены в Луганской, Днепропетровской, Сумской, Одесской и других. Численность незначительная. Встречаются единичные особи. Иногда вид локально многочисленный. | Уязвимый вид                            | [ 33 ]          |
|                                             | Жук-олень (Lucanus cervus)                                             | На Украине широко распространён в европейской части. Встречается почти на всей территории, кроме крайне юго-восточных областей. Нередок на территории Харьковской и Черниговской области. В Крыму вид распространён в основном в горно-лесной части полуострова, однако, по долине Салгира он проник в степь, где обнаружен в лесопарке возле села Пятихатки Красногвардейского района. Приурочен к старым широколиственным, преимущественном дубовым, лесам. Встречается редко, но локально и в большом количестве. Численность сокращается из-за уменьшения числа мест обитания. | Редкий вид                              | [ 34 ]          |
|                                             | Златка блестящая (Buprestis splendens)                                 | Распространён (по старым данным) в Средней и Южной Европе. Возможно, реликтовый, вымирающий вид. Очень редкий вид, за последние 60 лет на территории Украины блестящая златка в природе не наблюдалась. Известно два экземпляра с Украины: в коллекции Института зоологии НАН Украины (Киев) и Зоологического института РАН (Санкт-Петербург). | Вымер на территории Украины             | [ 35 ]          |
|                                             | Златка тополёвая или златка золотистая ( Eurythyrea aurata)            | Восточно-Средиземноморской вид, который на Украине отмечен по находкам в Киевской, Днепропетровской и Одесской областях. Очень редкий вид. Причины сокращения численности неизвестны. | Редкий вид                              | [ 36 ]          |
| Фотография Кведия карпатского               | Кведий карпатский (Quedius transsylvanicus)                            | Эндемик восточных украинских Карпат. Вид известен по находкам с Говерлы, Черногоры, Менчула, Горгани и Восточных Бескид. Отмечен в Великоберезнянском и Ужгородском, а особенно в Раховском районах Закарпатской области. Численность незначительная, порой встречаются локальные популяции по несколько десятков особей. | Уязвимый вид                            | [ 37 ]          |
| Фотография корнееда Мокржецкого             | Корнеед Мокржецкого ( Dorcadion mokrzheckii)                           | Локальный эндемик Крыма, встречается на Керченском полуострове. Очень редкий вид. Известен из трёх точек на Керченском полуострове по единичным находкам. | Редкий вид                              | [ 38 ]          |
|                                             | Корнеед-крестоносец Dorcadion equestre                                 | Образует множество аберраций окраски — более 30, распределённых на 6 групп. В целом обычный вид в местах обитания, не испытавших антропогенного воздействия. | Уязвимый вид                            | [ 39 ]          |
|                                             | Краснокрыл Келера (Purpuricenus kaehleri)                              | Встречается на Украине на юге зоны смешанных лесов, в лесостепи, на юге степной зоны, на южном берегу Крыма. Численность сокращается из-за уменьшения числа мест обитания вида. Встречается редко, в основном единичными экземплярами. | Уязвимый вид                            | [ 40 ]          |
|                                             | Красотел пахучий (Calosoma sycophanta)                                 | Встречается на всей территории Украины с тенденцией к большей численности в южных регионах страны. Общая численность последние годы значительно снизилась. Также существует её прямая зависимость от численности гусениц непарного и кольчатого шелкопрядов и других насекомых, служащих красотелу пищей. | Уязвимый вид                            | [ 41 ]          |
|                                             | Леукомигус белоснежный (Leucomigus candidatus)                         | На территории Украины вид распространён в степной зоне и в Крыму. До середины 1980-х годов вид был относительно широко распространён на юге и юго-востоке степной зоны страны и считался обычным видом в западной части степной зоны. В настоящее время вид редок и локален, известны только единичные находки. | Редкий вид                              | [ 42 ]          |
|                                             | Моримус тёмный ( Morimus funereus)                                     | На Украине зарегистрирован в Одесской и Черновицкой области, через которые проходит северо-восточная граница его ареала. В целом численность незначительная, встречаются единичные особи. | Уязвимый вид                            | [ 43 ]          |
| Фотография ореины зелёной                   | Ореина зелёная (Oreina viridis)                                        | На территории Украины изредка встречается в субальпийской и альпийской зонах Карпат, на массиве Черногора (горы Поп Иван, Брескул, Петрос). Крайне редкий вид, находящийся на грани полного исчезновения. На протяжении XX века выявлены лишь единичные особи. | Исчезающий вид                          | [ 44 ]          |
|                                             | Ореина плагиата (Oreina plagiata)                                      | На территории Украины встречается в горных районах южных Украинских Карпат (Черногоры), включая и субальпийский пояс. Численность незначительна (единичные особи). Структура популяции не изучена. | Редкий вид                              | [ 45 ]          |
|                                             | Отшельник пахучий (Osmoderma barnabita)                                | Южная граница на территории Украины проходит от устья Дуная (Измаил) на Бендеры, по южным регионам Винницкой, Кировоградской области, через Полтаву, по среднему течению реки Северский Донец (Славяногорск) и далее на восток до Саратова (Россия). Встречаются единичные особи. | Уязвимый вид                            | [ 46 ]          |
| Фотография двухлинейного плавунца           | Плавунец двухлинейный (Graphoderes bilineatus)                         | Зарегистрирован в Закарпатской области, Луганской, Сумской, Черниговской, Киевской областях. Встречаются отдельные особи. Численности вида не известна, что связано с трудностями идентификации видов данного рода. | Недостаточно изученный вид              | [ 47 ]          |
|                                             | Плавунец широкий (Dytiscus latissimus)                                 | Зарегистрирован в лесной и на севере лесостепной зоны — Черниговская, Сумская, Ивано-Франковская и Закарпатская области. Встречаются отдельные особи. | Недостаточно изученный вид              | [ 48 ]          |
|                                             | Плоскотелка красная (Cucujus cinnabarinus)                             | Эндемик Крымского полуострова. Обнаружен в предгорьях (вторая гряда) Крымских гор. Встречаются единичные особи. Известно 12 экземпляров. | Редкий вид                              | [ 49 ]          |
| Фотография псевдафенопса Якобсона           | Псевдафенопс Якобсона (Pseudophaenops jacobsoni)                       | Эндемик Украины. Встречается только в Крыму (Караби-яйла): пещеры — Уральская, Борго-Ташик, Аю-Тешик. Возможны находки и в других пещерах Крыма. Редкий вид, встречаются только единичные особи. | Уязвимый вид                            | [ 50 ]          |
| Фотография скакуна Бессера                  | Скакун Бессера (Cicindela (Cephalota) besseri)                         | На Украине вид отмечен в Днепропетровской, Одесской и Херсонской областях, равнинном Крыму. Встречается редко, но в некоторых биотопах в отдельные годы зарегистрирован как обычный вид. | Редкий вид                              | [ 51 ]          |
|                                             | Скарабей священный (Scarabaeus sacer)                                  | Ранее вид встречался на крайнем юге степной Украины (Аскания-Нова) и в Крыму. За последние 50 лет на Украине не найдено ни одного экземпляра этого вида. Все находки относятся к другому более пластичному виду Scarabaeus typhon (Fischer-Waldheim, 1823). | Исчезающий вид                          | [ 52 ]          |
|                                             | Стафилин волосатый (Emus hirtus)                                       | Встречается по всей территории Украины. Численность незначительная (локальные популяции), встречаются иногда по несколько особей. | Редкий вид                              | [ 53 ]          |
|                                             | Стафилин короткокрылый (Ocypus curtipennis)                            | На Украине распространён лишь в Крыму, где встречается в горах и предгорьях. Численность незначительная, встречаются единичные особи. Численность незначительная, порой встречаются локальные популяции по несколько десятков особей. | Уязвимый вид                            | [ 54 ]          |
| Фотография Стафилина Плигинского            | Стафилин Плигинского (Tasgius pliginskii)                              | На Украине встречается в Херсонской, Николаевской, Одесской области и в Крыму. Численность незначительная, порой встречаются локальные популяции по несколько десятков особей. | Уязвимый вид                            | [ 55 ]          |
|                                             | Усач альпийский (Rosalia alpina)                                       | На Украине встречается главным образом в Горном Крыму и Карпатах. Отдельные находки известны из лесостепной зоны правобережья; на восток распространён вдоль Днепра до Киева и Черкасс. Численность сокращается. В большинстве районов встречаются единичные особи. Только в горной части Закарпатья — относительно обычный вид. | Уязвимый вид                            | [ 56 ]          |
|                                             | Усач большой дубовый (Cerambyx cerdo)                                  | Встречается преимущественно на Правобережной Украине (кроме северных районов). Восточная граница ареала на территории Украины проходит вблизи Харькова — Донецка (хотя находки из этих мест требуют подтверждений). Численность незначительная, встречаются единичные особи, только в Закарпатье и в Крыму популяция несколько больше. Численность сокращается из-за уменьшения числа мест обитания вида. | Уязвимый вид                            | [ 57 ]          |
|                                             | Усач мускусный (Aromia moschata)                                       | Распространён почти по всей территории Украины, за исключением центрально-западных регионов. В целом численность незначительная (единичные особи), но локально в ряде регионов зарегистрирован как обычный вид. Численность сокращается из-за уменьшения числа мест обитания вида. | Уязвимый вид                            | [ 58 ]          |
| Фотография франчика седоватого              | Фрачник седоватый (Lixus canescens)                                    | На территории Украины вид распространён в левобережных степях. Вид отмечен на участках сухих степей, каменистых склонах морского побережья Керченского полуострова. Также имеются находки вида в Запорожской области. Локально распространённый, малочисленный вид, который обитает в зоне интенсивной рекреации. | Редкий вид                              | [ 59 ]          |
| Фотография хризолины карпатской             | Хризолина карпатская (Chrysolina carpatica)                            | На территории Украины представлен подвидом gabrieli, который встречается в Карпатах, где распространён на г. Говерла, Петрос, Поп Иван, Близнецы, также встречается по всей полосе Карпат, преимущественно в высокогорьях, лишь иногда спускаясь ниже области из альпийских лугов до лесной полосы, хотя его места обитания здесь не является типичным. Численность вида неизвестна. | Редкий вид                              | [ 60 ]          |
|                                             | Землерой многорогий (Ceratophyus polyceros)                            | Ранее вид был распространён более широко, и отмечался для Харьковской, Луганской, Киевской, Запорожской области. В настоящее время, случаи находок вне Херсонской области неизвестны. Встречается единичными экземплярами, редко: в апреле — мае, а при ранней весне — в марте. | Уязвимый вид                            | [ 61 ]          |
| Фотография чекиниолы уплощённой             | Чекиниола уплощённая (Cecchiniola platyscelidina)                      | Европейский реликтовый вид. Встречается в лесной зоне и лесостепи правобережной Украины. Обобщённые данные о численности отсутствуют. К снижению численности может приводить сокращение насаждений старых лиственных деревьев. | Исчезающий вид                          | [ 62 ]          |
|                                             | Щелкун Паррейса (Calais parreysii)                                     | На Украине встречается на Черноморском побережье Крыма, где проходит северная граница мирового ареала. Последние находки на территории Украины были сделаны 1959 году в окрестностях Алушты. Численность вида очень низкая, по-видимому, критическая. | Исчезающий вид                          | [ 63 ]          |
| Фотография сплющенного щелкуна              | Щелкун сплющенный (Neopristilophus depressus)                          | Встречается в лесостепной зоне, преимущественное на правобережной Украине. Численность низкая, встречаются единичные особи. К снижению численности приводит вырубка участков широколиственных лесов. | Редкий вид                              | [ 64 ]          |
| Отряд Перепончатокрылые (Hymenoptera)       |                                                                        | |                                         |                 |
|                                             | Discoelius zonalis                                                     | На Украине встречается встречается повсеместно, но в степной зоне преимущественно в байрачных и пойменных лесах. Малочисленный вид. Причины сокращения численности: санитарные вырубки леса и применения пестицидов для уничтожения лесных и садовых вредителей. | Редкий вид                              | [ 65 ]          |
| Фотография абии блестящей                   | Абия блестящая (Abia nitens)                                           | На Украине обитает найден в Закарпатской, Ивано-Франковской, Хмельницкой, Житомирской, Киевской, Черкасской и Харьковской. Численность незначительная. Причины изменения численности неизвестны. Возможно является следствие уничтожения кормовых растений при чрезмерном выпасе скота и скашивание травы. | Редкий вид                              | [ 66 ]          |
|                                             | Абия сверкающая (Abia fulgens)                                         | Дизъюнктивный вид, с большими разрывами между отдельными островными участками обитания. На Украине обитает найден в западной части Карпат. Численность очень низкая. | Редкий вид                              | [ 67 ]          |
| Изображение агре Беккера                    | Агре Беккера (Arge beckeri)                                            | На Украине вид обитает в Киевской, Донецкой, Николаевской, Херсонской областях и в Крыму. Численность незначительная. Почти везде встречаются единичные особи и только иногда в Северной Крыму вид встречается несколько чаще. | Редкий вид                              | [ 68 ]          |
| Фотография аммофилы сарептской              | Аммофила сарептская (Ammophila sareptana)                              | На территории Украины обитает в некоторых местах Одесской области и в Крыму. Является малочисленным видом. Причины сокращения численности не установлены. | Редкий вид                              | [ 69 ]          |
| Фотография андрены большой                  | Андрена большая (Andrena magna)                                        | На Украине встречается только в Крыму (Опукский, Карадагский и Казантипский заповедники, Тарханкут, село Алёновка и Межводное, окрестности Симферополя). Очень редкий вид. Численность снижается из-за резкого уменьшения площади целинных степных участков. | Редкий вид                              | [ 70 ]          |
| Фотография андрены золотоногой              | Андрена золотоногая (Andrena chrysopus)                                | На Украине локально встречается а степных участках в Киевской, Херсонской, Черкасской, Тернопольской областях и в Крыму. Очень редкий вид, встречающийся только в местах, где растет спаржа — виды рода Asparagus. Вид исчезает вследствие резкого уменьшения численности спаржи — его основного кормового растения, с которой он собирает пыльцу, а также сокращения площадей целинных степных участков. | Редкий вид                              | [ 71 ]          |
| Фотография андрены краснопятнистой          | Андрена краснопятнистая (Andrena stigmatica)                           | Очень редкий вид, известный лишь по первоописанию самок из Туркменистана и найденный в Иране и в Крыму, где остался только в Опукском, Карадагском, Казантипском заповедниках и в окрестностях Симферополя. | Редкий вид                              | [ 72 ]          |
| Фотография андрены нарядной                 | Андрена нарядная (Andrena ornata)                                      | На Украине встречается только в Крыму — мыс Чауда и Казантипский заповедник. Очень редкий вид. Численность снижается из-за резкого уменьшения степных участков, уничтожения кормовых растений вида. | Редкий вид                              | [ 73 ]          |
| Фотография андрены степной                  | Андрена степная (Andrena stepposa)                                     | Вид известен по первоописанию из украинского степного региона — Донецкая область, Хомутовская степь, долина реки Грузский Еланчик). Несмотря на многолетние планомерные поиски, в других регионах не найден. Возможно, эндемичный вид. Очень редкий вид, встречающийся только в украинском степном природном заповеднике. | Редкий вид                              | [ 74 ]          |
|                                             | Аноплий самарский (Anoplius samariensis)                               | На территории Украины известен из степной и лесостепной зоны и Крыма. Является малочисленным видом. Причины сокращения численности не установлены. | Редкий вид                              | [ 75 ]          |
| Фотография антофоры коренастой              | Антофора коренастая (Anthophora robusta)                               | На территории Украины известен только из Крыма и Херсонской области. Уменьшение численности происходит вследствие сокращений площадей целинных степных участков, ксерофитных редколесий и степных склонов гор, применение пестицидов при борьбе с вредителями. | Редкий вид                              | [ 76 ]          |
| Фотография антофоры красноватой             | Антофора красноватая (Anthophora atricilla)                            | На Украине известен только в Крыму — в районе озера Сиваш и окрестностях Джанкоя, где проходит западная граница ареала вида. Очень редкий вид. Последние находки датированы 1928 — 1929 годами XX столетия. Численность неизвестна. Исчезает вследствие уменьшения площадей пустынных степей возле озера Сиваш. | Редкий вид                              | [ 77 ]          |
| Фотография архирилеи чёрной                 | Архирилея чёрная (Archirilleya inopinata)                              | На территории Украине вид обитает в лесостепной и степной зонах Украины, на южном побережье Крыма. Встречается в ксерофитных группировках преимущественно по склонам сухих балок в лесостепи или в степных участках южной Украины (Крым, Херсонская область). Численность незначительная. Причины сокращения численности заключаются в уничтожения мест обитания. | Редкий вид                              | [ 78 ]          |
|                                             | Бластикотома папоротниковая (Blasticotoma filiceti)                    | Вид встречается на Украине в Закарпатской, Львовской, Житомирской, Киевской, Черниговской областях. Численность очень незначительная. Встречаются единичные особи. В июле 1960 года у села Сосновки Корюковского района Черниговской области личинки встречались несколько чаще. | Редкий вид                              | [ 79 ]          |
| Фотография галикта луганского               | Галикт луганский (Halictus luganicus)                                  | На Украине найден в окрестностях Луганска и в Крыму. Очень редко встречающийся вид. | Редкий вид                              | [ 80 ]          |
| Фотография гоплита рыжего                   | Гоплит рыжий (Hoplitis fulva)                                          | На Украине встречается в Харьковской, Полтавской, Херсонской, Донецкой и Луганской областях. Редко встречающийся, локально распространённый вид. В последнее время наблюдается уменьшение численности вида и деградация мест обитания вида. | Редкий вид                              | [ 81 ]          |
| Фотография длинноусой пчелы армянской       | Длинноусая пчела армянская (Eucera armeniaca)                          | Средиземноморско-среднеазиатский степной вид. Распространён локально на степных участках и степных склонах в Крыму. Очень редко встречающийся, локально распространённый вид. Достоверно известно о нахождении 11 экземпляров с территории Украины. Исчезает вследствие сокращения площадей целинных степных участков. | Редкий вид                              | [ 82 ]          |
| Фотография долеруса короткокрылого          | Долерус короткокрылый (Dolerus subalatus)                              | Вид на Украине обитает в Херсонской, Днепропетровской и Луганской областях. Численность незначительная. Встречаются единичные особи. Причины сокращения численности неизвестны, вероятно осушение степных водоёмов, пересыхания ручьев и рек. | Уязвимый вид                            | [ 83 ]          |
| Фотография долеруса степного                | Долерус степной (Dolerus ciliatus)                                     | На Украине вид образует изолированные популяции на востоке степной зоны и в Крыму. Численность незначительная. Встречаются единичные особи. Причины сокращения численности неизвестны. | Редкий вид                              | [ 84 ]          |
| Фотография долихомитуса головастого         | Долихомитус головастый (Dichomitus cephalotes)                         | На территории Украине вид обитает в Полесье и Карпатах. Численность неизвестна, одна по косвенным данным — сокращается из-за заморозков, грибковых поражений, гибели личинок-хозяев, уничтожения больных и усыхающих деревьев при санитарных вырубках леса. | Редкий вид                              | [ 85 ]          |
| Фотография каламеута жёлтого                | Каламеута жёлтая (Calameuta idolon)                                    | На территории Украины вид обнаружен в Крыму. Обитание вида в Закарпатье требует подтверждения. Численность вида крайне незначительная. Вид встречается единично. Причины изменения численности заключаются в уничтожения целинных участков мест обитания вида. | Уязвимый вид                            | [ 86 ]          |
| Фотография кампосколии Клюге                | Кампсосколия Клюге (Colpa klugii)                                      | На Украине вид обитает в Херсонской области и Крыму. Очень редко встречающийся, локальный, крайне малочисленный вид. | Исчезающий вид                          | [ 87 ]          |
|                                             | Криптохил кольчатый (Cryptocheilus alternatus)                         | Известен на территории Украины только из Крыма. Является видом с крайне низкой численностью. | Редкий вид                              | [ 88 ]          |
|                                             | Криптохил красноватый (Cryptocheilus rubellus)                         | Известен на территории Украины только из Крыма и Генического района Херсонской области. Является малочисленным видом. | Редкий вид                              | [ 89 ]          |
| Фотография ксифидрии Маркевича              | Ксифидрия Маркевича (Xiphydria markewitshi)                            | Эндемик широколиственных лесов Украинских Карпат (Закарпатская область). Численность очень низкая. Встречаются единичные особи. Причины изменения численности не выяснены. | Исчезающий вид                          | [ 90 ]          |
| Изображение ксифидрии пёстрой               | Ксифидрия пёстрая (Xiphydria picta)                                    | На Украине вид найден в Тернопольской и Львовской областях, а также в Крыму. Численность очень низкая, встречаются единичные экземпляры. | Уязвимый вид                            | [ 91 ]          |
| Фотография кубиталии чёрной                 | Кубиталия чёрная (Cubitalia morio)                                     | Встречается на Украине только в Крыму. Очень редко встречающийся, локально распространённый вид. Регистрируются лишь единичные экземпляры. Достоверно известно о нахождении 9 экземпляров с территории Украины. Вид исчезает вследствие сокращения площадей целинных степных, меловых участков; выпаса скота в местах обитания вида, применение пестицидов. | Редкий вид                              | [ 92 ]          |
|                                             | Ларра анафемская (Larra anathema)                                      | На Украине обитает в южных и юго-восточных регионах, также найден в Полтавской, Черкасской области и Крыму. Численность незначительная, на отдельных участках ареала вид является обычным, но малочисленным. | Неоценённый                             | [ 93 ]          |
|                                             | Лиометопум европейский (Liometopum microcephalum)                      | Реликтовый евро-кавказский лесной вид. На Украине известны четыре находки: в Закарпатье, в Самарском лесу (Днепропетровская область), на острове Казачий на Днепре ниже плотины Каховской ГЭС (Херсонская область) и на безымянном островке в дельте Дуная (Одесская область). На Украине численность очень низкая, хотя в Западной Европе этот вид локально является обычным. Может полностью исчезнуть при деградации лесов в результате антропогенного пресса и вырубке старых деревьев. | Редкий вид                              | [ 94 ]          |
| Фотография мегалодонта среднего             | Мегалодонт середний (Megalodontes medius)                              | На Украине обитает в Луганской области и Крыму. Вид встречается единичными особями. Численность сокращается из-за распашки целинной степи, уничтожения степной растительности. | Редкий вид                              | [ 95 ]          |
|                                             | Мегариса перлата (Megarhyssa perlata)                                  | На территории Украине вид обитает в лесостепной зоне и Полесье. Встречаются единичные особи. Причины сокращения численности вызваны уничтожением сухих и усыхающих деревьев при санитарных вырубках лесов, применение химических средств против вредителей леса, поеданием насекомых птицами. | Редкий вид                              | [ 96 ]          |
| Фотография мегарисы рогохвостовой           | Мегариса рогохвостовая (Megarhyssa superba)                            | Вид на Украине обитает в лесостепной зоне, Полесье, Закарпатье (Ужгород). Встречаются единичные особи. Причины сокращения численности вызваны уничтожением сухих и усыхающих деревьев при санитарных вырубках лесов, применение химических средств против вредителей леса. | Редкий вид                              | [ 97 ]          |
| Фотография мегахилы Жиро                    | Мегахила Жиро (Megachile (Xanthosarus) giraudi)                        | На Украине встречается в Крыму, Донецкой и Тернопольский областях. Редко встречающийся вид. В последнее время наблюдается уменьшение как численности вида, так и площади его распространения вследствие распашки или деградации целинных степных участков. | Редкий вид                              | [ 98 ]          |
| Фотография мелитты Ванковича                | Мелитта Ванковича (Melitta wankowiczi = Melitta melanura)              | Вид синонимизирован с Melitta melanura (Nylander, 1852) уже после юридического закрепления названия в Красной книге Украине. Найден в Донецкой, Харьковской, Сумской, Полтавской областях, а также в предгорьях Карпат. Существуют лишь единичные находки вида. Численность снижается из-за резкого уменьшения количества кормовых растений — колокольчиковых (Campanulacea), в том числе занесённых в Красную книгу Украины. | Исчезающий вид                          | [ 99 ]          |
| Фотография мелиттурги булавоносой           | Мелиттурга булавоусая (Melitturga clavicornis)                         | Единственный представитель рода в фауне Украины. Встречается в степной и лесостепной зонах страны. Также известны единичные находки вида в Полесье. Отсутствует в горных районах. Редко встречается в степных биотопах, но на отдельных участках многолетних бобовых культур (особенно на люцерне) численность может достигать до 200—300 особей на 1 гектар. Основными факторами, приводящими к снижению численности, является значительное сокращение мест для гнездования и сбора корма, уничтожение гнёзд во время вспашки полей, лугов или скашивания растений и гибель взрослых особей при обработке полей пестицидами. | Уязвимый вид                            | [ 100 ]         |
| Фотография мохноногой пчелы                 | Мохноногая пчела (Dasypoda spinigera)                                  | Редкий понтийский вид. На Украине найден в Донецкой, Николаевской, Одесской, Харьковской, Херсонской областях и в Крыму. Численность снижается из-за резкого уменьшения количества кормовых растений — скабиозы (Scabiosa), сукцизеллы (Succisella) и других видов растений семейства Ворсянковые (Dipsacaceae), в том числе занесённых в Красную книгу Украины. | Редкий вид                              | [ 101 ]         |
| Фотография онихоптерохеилюса Палласа        | Онихоптерохеилюс Палласа (Onychopterocheilus pallasii)                 | Вид на Украине известен из Луганской области и Крыма. Численность чрезвычайно низкая. Является плохо изученным, редко встречающимся видом. | Исчезающий вид                          | [ 102 ]         |
| Фотография орехотворки гигантской           | Орехотворка гигантская (Ibalia rufipes)                                | Обитает в Житомирской, Киевской и Черкасской областях на территории Украины. Численность незначительная. Причины сокращения численности заключаются в уничтожения мест обитания и уничтожения больных и усыхающих деревьев при санитарных вырубках леса. | Редкий вид                              | [ 103 ]         |
|                                             | Оруссус паразитический (Orussus abietinus)                             | На Украине встречается в Львовской, Черновицкой, Хмельницкой, Житомирской, Киевской, Донецкой, Луганской областях и в Крыму. Личинки являются эндопаразитами развивающихся в древесине насекомых-ксилофагов. Вид встречается единично. Причины изменения численности заключаются в санитарных вырубках, применении пестицидов для уничтожения насекомых — вредителей леса. | Редкий вид                              | [ 104 ]         |
| Фотография паравеспы королевской            | Паравеспа королевская (Paravespa rex)                                  | На Украине известна из восточной части южного берега Крыма, где проходит северо-западная граница ареала вида. Является локальным видом с крайне низкой численностью. | Уязвимый вид                            | [ 105 ]         |
| Фотография пахицефуса степного              | Пахицефус степной (Pachycephus cruentatus)                             | На Украине встречается в причерноморских степях и в Крыму. Особи вида встречается единично. Причины изменения численности не известны. | Исчезающий вид                          | [ 106 ]         |
| Изображение плероневры хвойной              | Плероневра хвойная (Pleroneura coniferarum)                            | Вид встречается на Украине только в Карпатах. Встречается локально. Численность вида неизвестна. | Исчезающий вид                          | [ 107 ]         |
| Фотография полохрумы европейской            | Полохрум европейская (Polochrum repandum)                              | Обитает в Киевской, Черкасской, Запорожской областях и в Крыму на территории Украины. Численность незначительная. Причины сокращения численности заключаются в уничтожении больных и усыхающих деревьев при санитарных вырубках леса, избыточном применении пестицидов. | Редкий вид                              | [ 108 ]         |
| Фотография пчелы-каменщика Лефебвра         | Пчела-каменщик Лефебвра (Megachile (Chalicodoma) lefebvrei)            | На территории Украины обитает только в Крыму. Редко встречающийся, локально распространённый вид. В последнее время наблюдается уменьшение как численности вида, так и площади его распространения, что связано с сокращением площади целинных степных участков, рекреацией на морских побережий. | Исчезающий вид                          | [ 109 ]         |
|                                             | Пчела-плотник обыкновенная (Xylocopa valga)                            | Встречается практически по всей территории Украины, за исключением Полесья. Численность уменьшается из-за сокращения доступных мест для гнездования (сухие деревья) вследствие вырубки и выжигания полезащитных лесополос, ксерофитних редколесий и степных склонов гор, особенно на юге Украины и в Крыму. Значительную отрицательную роль играет незаконное коллекционирование в коммерческих целях. | Редкий вид                              | [ 110 ]         |
|                                             | Пчела-плотник радужная (Xylocopa iris)                                 | Встречается на Украине в южных и восточных регионах (Одесская, Николаевская, Херсонская, Запорожская, Донецкая, Луганская и Крым). Очень редко встречающийся вид. Численность снижается вследствие сокращения мест для гнездования в результате выжигания полезащитных лесополос, ксерофитных редколесий и степных склонов гор, особенно на юге Украины и в Крыму, массового применения гербицидов. Значительное негативное влияние оказывает незаконное коллекционирования в коммерческих целях. | Исчезающий вид                          | [ 111 ]         |
|                                             | Пчела-плотник фиолетовая (Xylocopa violacea)                           | Встречается на территории Украины в Крыму, а также в отдельных областях, преимущественно на востоке стране, существуют единичные находки и в северных районах, часть которых, вероятно, связана с неверным определением этого вида и относятся к виду пчела-плотник обыкновенная. Численность снижается из-за сокращения доступных мест для гнездования, незаконного коллекционирования в коммерческих целях. | Редкий вид                              | [ 112 ]         |
| Фотография рогохвоста аугура                | Рогохвост аугур (Urocerus augur)                                       | На Украине вид найден в Карпатах (Львовская область) и в Крыму, куда возможно был завезён с древесиной. Численность низкая, встречаются единичные экземпляры. | Редкий вид                              | [ 113 ]         |
| Изображение сиоблы Бальзаминова             | Сиобла Бальзаминова (Siobla sturmi)                                    | На территории Украине вид обитает в Киевской, Закарпатской и Сумской областях. Численность незначительная. Причины сокращения численности неизвестны, возможно, осушение лесных болот и длительное применение пестицидов. | Редкий вид                              | [ 114 ]         |
|                                             | Сколия гигантская (Megascolia maculata)                                | На Украине обитает преимущественно на юг от линии Киев — Харьков (на Левобережной Украине найдена на севере Черниговской области). Широко распространена на юге страны и в Крыму. Встречается относительно редко, но порой, преимущественно в южных регионах, встречается в довольно больших количества. Сколия гигантская населяет практически все лесные и степные биоценозы, а также агроценозы и урболандшафты, в которых встречаются крупные пластинчатоусые жуки, являющиеся хозяевами её личинок, преимущественно жук-носорог обыкновенный. | Неоценённый                             | [ 115 ]         |
| Фотография сколии однополосной              | Сколия однополосная (Scolia galbula)                                   | На Украине вид обитает в Крыму. Редкий, локальный, малочисленный вид. За последние 50 лет наблюдается уменьшение численности вида и сокращение его ареала. На сегодняшний день сохранился очевидно только в Опукском природном заповеднике и на Тарханкутском полуострове, где численность невелика. Личинки паразитируют на личинках пластинчатоусых жуков. Самцы часто собираются на цветущих растениях. | Уязвимый вид                            | [ 116 ]         |
| Фотография стелиса кольчатого               | Стелис кольчатый (Stelis annulata)                                     | На Украине известен в Крыму и в Харьковской области. Ареал вида совпадает с ареалом его хозяина. Локально распространён очень редко встречающийся вид. Причины уязвимости и возможного исчезновения — уменьшение площади стаций обитания и численности пчелы-хозяина — трахузы прерывистой (Trachusa interrupta (Fabricius, 1781) | Редкий вид                              | [ 117 ]         |
| Фотография стиза двухточечного              | Стиз двухточечный (Stizus bipunctatus)                                 | На Украине встречается в некоторых местах побережья Чёрного моря (южные районы Одесской, Николаевской, Херсонской областей и в Крыму). Численность незначительная, встречаются отдельные особи. Причины сокращения численности не установлены. | Редкий вид                              | [ 118 ]         |
|                                             | Стиз полосатый (Stizus fasciatus)                                      | На Украине встречается в некоторых местах побережья Азовского и Чёрного моря (Одесская область, Херсонская область, Крым). Численность очень низкая, встречаются отдельные особи. Причины сокращения численности не установлены. | Редкий вид                              | [ 119 ]         |
| Фотография стризоида трёхзубого             | Стризоид трёхзубый (Stizoides tridentatus)                             | Встречается в Одесской, Донецкой областях и в Крыму). Численность низкая, встречаются отдельные особи. Причины сокращения численности не установлены, возможно, уменьшение численности хозяев — других видов роющих ос. | Редкий вид                              | [ 120 ]         |
|                                             | Сфекс желтоватый (Sphex funerarius)                                    | На Украине ареал охватывает Крым, и такие области как: Одесская, Николаевская, Херсонская, Полтавская, Харьковская, Донецкая. Численность незначительная. Причины сокращения численности заключаются в уничтожении природных мест обитания вида. | Неоценённый                             | [ 121 ]         |
|                                             | Сфекс жёлтокрылый (Sphex favipennis)                                   | На территории Украины распространён в Крыму. Численность незначительная. Причины сокращения численности заключаются в уничтожении природных мест обитания вида. | Редкий вид                              | [ 122 ]         |
| Фотография тапиномы кинбурнской             | Тапинома кинбурнская (Tapinoma kinburni)                               | Реликтовый европейский степной вид, известный из Нижнеднепровской песчаной арены (Херсонская и Николаевская области), Донецкого кряжа (вблизи Святогорска, Донецкая область). Долгое время считался эндемиком Украины, но недавно был указан для Белгородской области России. На заповедных участках песчаной степи является обычным видом, в других районах известны лишь единичные находки. При выпасе скота численность резко снижается (в десятки раз), а при распашке степных участков вид исчезает. | Редкий вид                              | [ 123 ] [ 124 ] |
| Фотография тетрамезы пунктированной         | Тетрамеза пунктированная (Tetramesa punctata)                          | Эндемик ковылевой степи Левобережной Украины (Луганская область). Известен по единственной в мире находке — небольшая серия с территории заповедника «Стрельцовская степь». Галлы, которые вызывает этот вид на соцветиях ковыля Лессинга, довольно широко распространены в заповеднике. | Редкий вид                              | [ 125 ]         |
| Фотография ткача похожего                   | Ткач похожий (Tenthredo propinqua)                                     | На Украине вид обитает только на территории Закарпатской области. Численность незначительная. Встречаются единичные особи. Причины сокращения численности неизвестны. | Неоценённый                             | [ 126 ]         |
|                                             | Трахуза опушенная (Trachusa pubescens)                                 | На Украине известен только в Крыму. Был распространён в предгорьях и на южном берегу, сейчас живёт только на восточном берегу полуострова. Редко встречающийся, локально распространённый вид. В последнее время наблюдается уменьшение численности вида из-за разрушений биотопов обитания. | Редкий вид                              | [ 127 ]         |
| Фотография харакопига скифского             | Харакопиг скифский (Characopygus scythicus)                            | На территории страны вид обитает на юге степной зоны Левобережной Украины. Вид встречается крайне редко. Известны единичные находки. Причины изменения численности заключаются в уничтожении мест обитания вида. | Исчезающий вид                          | [ 128 ]         |
|                                             | Целонитес абревиатус (Celonites abbreviatus)                           | На территории Украины в Красную книгу занесён крымский подвид Celonites abbreviatus tauricus (Кostylev, 1935), который является эндемиком Крымского полуострова. Обитает в степных биоценозах и редколесьях. Численность очень низкая. | Уязвимый вид                            | [ 129 ]         |
|                                             | Ценолида сетчатая (Caenolyda reticulata)                               | На Украине найден во Львовской, Житомирской и Киевской областях. Вид очень редок и встречается единичными особями. | Уязвимый вид                            | [ 130 ]         |
| Изображение цефуса загайкевича              | Цефус загайкевича (Cephus zahaikevitshi')                              | На территории Украины вид обнаружен в Крыму. Обитание вида в Закарпатье требует подтверждения. Численность вида крайне незначительная. Вид встречается единично. Причины изменения численности заключаются в уничтожения целинных участков мест обитания вида. | Уязвимый вид                            | [ 131 ]         |
|                                             | Церцерис бугорчатый (Cerceris tuberculata)                             | На Украине ареал охватывает Полтавскую, Луганскую, Николаевскую, Одесскую области и Крым. Численность незначительная, встречаются единичные особи. | Редкий вид                              | [ 132 ]         |
|                                             | Шмель армянский (Bombus armeniacus)                                    | На Украине найден в Тернопольской, Черкасской, Херсонской, Кировоградской, Донецкой, Харьковской, Сумской, Полтавской, Днепропетровской областях и в Крыму. Встречается очень редко. В большинстве указанных точек сбора на территории Украине зарегистрированы лишь единичные находки. Основными факторами, приводящими к снижению численности, является значительное сокращение мест для гнездования и сбора корма, уничтожение гнёзд этого вида, обработка полей пестицидами. | Исчезающий вид                          | [ 133 ]         |
|                                             | Шмель глинистый (Bombus argillaceus)                                   | Встречается на территории большинства областей Украины, включая Крым. Численность на Украине неизвестна. В основных биотопах встречается редко. На отдельных участках весной наблюдалось до 10 молодых маток на 1 гектар. Основными факторами, приводящими к снижению численности, является значительное сокращение мест для гнездования и сбора корма. | Уязвимый вид                            | [ 134 ]         |
|                                             | Шмель красноватый (Bombus ruderatus)                                   | На Украине обитает в западных, северных и восточных регионах, минуя центральную часть страны. В последние годы зарегистрирован в Харьковской, Донецкой области и в Крыму. Недавно также признаны находки на западе страны — Подолье и Закарпатье. Встречается очень редко. Известно лишь несколько находок на Украине. Основными факторами, которые приводят к снижению численности, является значительное сокращение мест для гнездования и сбора корма, уничтожение гнёзд этого вида, гибель взрослых особей при обработках полей пестицидами. | Редкий вид                              | [ 135 ]         |
| Фотография шмеля лезуса                     | Шмель лезус (Bombus laesus)                                            | На Украине обитает в Прикарпатье, Карпатах, Черновицкой, Одесской, Херсонской, Кировоградской, Полтавской, Харьковской, Донецкой областях и в Крыму. Встречается очень редко. В большинстве указанных точек на Украине зарегистрированы лишь единичные находки. Основными факторами, приводящими к снижению численности, является значительное сокращение мест для гнездования и сбора корма, уничтожение гнёзд этого вида. | Уязвимый вид                            | [ 136 ]         |
|                                             | Шмель моховой (Bombus muscorum)                                        | Встречается на Украине на территории большинства областей (современные находки вида на западной Украине приведены по данным И. Б. Коноваловой), в том числе в Крыму, где ранее не отмечался. Везде встречается редко, но в отдельных биотопах плотность вида может достигать 3-5 гнёзд на 1 гектар. К снижению численности приводит значительное сокращение мест для гнездования и сбора корма, уничтожение гнёзд во время вспашки полей или скашивания растений и гибель взрослых особей при обработках полей пестицидами. Матки также погибают при сжигании осенью сухих листьев и весной из-за различных заболеваний. | Редкий вид                              | [ 137 ]         |
| Фотография шмеля опоясанного                | Шмель опоясанный (Bombus zonatus)                                      | На Украине встречается в Харьковской, Днепропетровской, Донецкой, Луганской, Одесской, Николаевской областях и в Крыму. Редкий вид, встречается локально. Численность вида зависит от состояния биотопов — степных участков с богатой мелитофильной растительностью (опыляемой крупными пчёлами). Численность уменьшается из-за сокращения мест для гнездования, уничтожение гнезд, скашивания растений и гибели взрослых особей при обработках полей пестицидами. | Редкий вид                              | [ 138 ]         |
|                                             | Шмель плодовый (Bombus pomorum)                                        | На Украине обитает во многих областях, включая Крым. Встречается преимущественно на открытых степных участках. Встречается очень редко. Основными факторами, приводящими к снижению численности, является значительное сокращение мест для гнездования и сбора корма, уничтожение гнёзд этого вида. | Уязвимый вид                            | [ 139 ]         |
|                                             | Шмель степной (Bombus fragrans)                                        | Встречается на территории большинства областей Украины. За последние 100 лет ареал вида значительно сократился. В частности, он почти исчез на большинстве территорий Крыма, где встречался в начале — середине XX века (современные находки есть только на территории Керченского полуострова). Также ранее были единичные находки вида и в лесостепной зоне. Исчезающий вид, встречается локально. В отдельных биотопах плотность вида может достигать до 2 — 3 гнёзд на 1 гектар. Исчезает из-за сокращения площадей степных участков и уничтожение гнёзд. | Редкий вид                              | [ 140 ]         |
| Фотография эмвены трёхточечной              | Эвмен трёхточечный (Eumenes tripunctatus)                              | На территории Украины обитает в Донецкой, Харьковской, Полтавской, Херсонской и Запорожской областях и в Крыму. Численность очень низкая. В течение последних 50-лет вид не регистрируется во многих районах Харьковской и Полтавской областях и Крым, где он обитал раньше. Относительно высокая численность вида локально сохраняется на некоторых участках северного Приазовья. | Уязвимый вид                            | [ 141 ]         |
|                                             | Янус красноногий (Janus femoratus)                                     | На территории Украины вид обнаружен в Киевской и Закарпатской областях. Численность вида крайне незначительная. Вид встречается единично. Причины изменения численности заключаются в применении инсектицидов для обработки лесов, деятельность насекомых энтомофагов. | Уязвимый вид                            | [ 142 ]         |
| Отряд Подёнки (Ephemeroptera)               |                                                                        | |                                         |                 |
| Фотография имаго и личинки Ecdyonurus solus | Экдионурус единственный (Ecdyonurus solus)                             | Является эндемиком Крыма. Встречается — в предгорных участках реки Чёрная и Альма. За пределами Крыма вид неизвестен. Встречаются единичные особи. | Исчезающий вид                          | [ 143 ]         |
| Фотография имаго и личинки Ecdyonurus solus | Heptagenia samochai                                                    | На территории Украины встречается только в Крыму — в предгорных участках рек Чёрная, Салгир, Биюккарасу. Встречаются единичные особи. При благоприятных условиях встречаются единичные популяции личинок. | Уязвимый вид                            | [ 144 ]         |
|                                             | Палингения длиннохвостая (Palingenia longicauda)                       | Вид полностью исчез в Западной Европе. Достоверные находки теперь только в бассейне Дуная. На территории Украины встречается в основном русле реки Дунай (окрестности города Рени) и в Килийском устье Дуная. До первой половины XX века вид обнаруживали в бассейнах верхнего и среднего течения Днестра. в 1970-е годы численность достигала 500—700 особей на м2. | Исчезающий вид                          | [ 145 ]         |
| Отряд Полужёсткокрылые (Hemiptera)          |                                                                        | |                                         |                 |
|                                             | Коранус серый (Coranus griseus)                                        | На Украине вид отмечен в Крыму. Данные о современной численности отсутствуют. Редкий вид. Возможно, численность вида зависит от степени конкуренции с близкими видами. | Редкий вид                              | [ 146 ]         |
|                                             | Онкоцефал крымский (Oncocephalus paternus)                             | Эндемик южного берега Крыма. Впервые найден в окрестностях села Морское, вблизи пгт. Новый Свет (Судакский район). Очень редкий вид. За все время на территории Украины была найдена одна самку и 2 экземпляра личинок 5-го возраста. | Недостаточно известный вид              | [ 147 ]         |
| Отряд Прямокрылые (Orthoptera)              |                                                                        | |                                         |                 |
|                                             | Дыбка степная (Saga pedo)                                              | На Украине заселяет участки не распаханных степей на юг от линии, соединяющей село Бовшив Галицкого района Ивано-Франковской области, Канев Черкасской области и село Октябрьское Лебединского района Сумской области. Вид является характерным обитателем не нарушенных и слабо трансформированных злаково-разнотравных степей. Предпочитает ковыльные степи. Встречается в единичных экземплярах. Ареал и общая численность вида сокращаются. | Редкий вид                              | [ 148 ]         |
|                                             | Лесолюбка Ретовского (Anadrymadusa retowskii)                          | Единственный вид рода в фауне Украины. Эндемик Крыма. Характерный вид в прибережной полосе — возле Алупки и Алушты, а также на каменистых склонах (Карадагский природный заповедник). Реликтовый вид. Ареал и общая численность вида сокращаются. | Уязвимый вид                            | [ 149 ]         |
| Фотография пилохвоста Болдырева             | Пилохвост Болдырева (Poecilimon boldyrevi)                             | Эндемик южного берега Крыма. Встречается в окрестностях Ялты и Гаспры. Редкий вид, численность которого сокращается. Встречаются единичные экземпляры. | Исчезающий вид                          | [ 150 ]         |
| Фотография пилохвоста Плигинского           | Пилохвост Плигинского (Poecilimon pliginskii)                          | Эндемик Крыма. Распространён от предгорий Крымских гор до яйл Главной гряды (Чатыр-Даг и Кара-Даг). Редкий вид, численность которого сокращается. | Исчезающий вид                          | [ 151 ]         |
|                                             | Пилохвост Шмидта (Poecilimon schmidtii)                                | На территории Украины встречается в Закарпатье и в Карпатах, на Приднепровской возвышенности и в Крымских горах. Редкий вид. Встречаются единичные экземпляры. | Уязвимый вид                            | [ 152 ]         |
|                                             | Пилохвост украинский (Poecilimon ukrainicus)                           | Ареал вида на территории Украины имеет вид полос, тянущихся по возвышенным элементам рельефа с 47 до 50 30 ' сев. ш. вдоль Прута, Днестра, Южного Буга и Днепра (Волынская возвышенность, Подольская возвышенность, Приднепровская возвышенность, западные отроги Среднерусской возвышенности). Редкий вид. Встречаются единичные экземпляры. | Уязвимый вид                            | [ 153 ]         |
| Фотография византийского сверчка            | Сверчок византийский (Pseudomogoplistes buzantius)                     | На Украине вид отмечен в Крыму — Южный берег Крыма, Ялта, Кара-Даг. Редкий вед. Ареал вида на территории Украины и его общая численность сокращаются. | Уязвимый вид                            | [ 154 ]         |
|                                             | Толстун степной (Bradyporus multituberculatus)                         | Во второй половине XIX века был широко распространён степной и на юге лесостепной зоны Украины: Черкасская, Харьковская, Одесская, Херсонская, Донецкая области. Последние достоверные находки были сделаны в 1902 — 1906 годах в Одесской и Донецкой области. Находка в 1989 году в Каневском заповеднике требует подтверждения. Чрезвычайно редкий вид, который находится на грани вымирания, а возможно уже вымер на территории Украины. | Исчезающий вид                          | [ 155 ]         |
|                                             | Трещотка ширококрылая (Bryodemella tuberculata)                        | На Украине вид отмечен на юге Полесья, в Лесостепи и на севере степной зоны (Черниговская, Киевская, Черкасская, Полтавская, Харьковская область). Последние достоверные находки сделаны в 1953 году вблизи Харькова. Редкий вед. Ареал и общая численность вида сокращаются. | Редкий вид                              | [ 156 ]         |
| Отряд Равнокрылые (Homoptera)               |                                                                        | |                                         |                 |
|                                             | Кошениль польская (Porphyrophora polonica)                             | До середины XX века вид встречался почти на всей территории Украины, однако с 1960-х годов находок не было. Данные о современной численности отсутствуют, возможно исчезающий вид. | Недостаточно известный вид              | [ 157 ]         |
| Отряд Ручейники (Trichoptera)               |                                                                        | |                                         |                 |
|                                             | Окситира желтоусая (Oxyethira flavicornis)                             | На Украине встречается в Львовской, Черниговской области (предгорье Карпат), а также в Крыму (предгорье). Современные данные о численности отсутствуют. Наблюдалось снижение численности вследствие деградации мест обитания вида. | Уязвимый вид                            | [ 158 ]         |
| Отряд Сетчатокрылые (Neuroptera)            |                                                                        | |                                         |                 |
|                                             | Муравьиный лев большой (Acanthaclisis occitanica)                      | Древний средиземноморский вид. На территории Украины вид встречается преимущественно в Крыму, и на юге страны — в Одесской, Херсонской, Николаевской областях. Очень редкий стенобионтный вид. На большей части известного ареала встречаются лишь единичные взрослые особи. | Исчезающий вид                          | [ 159 ]         |
|                                             | Аскалаф пёстрый (Libelloides macaronius = Ascalaphus macaronius)       | На территории Украины вид встречается преимущественно в Крыму, где он встречается на открытых остепненных участках в горной зоне, доходя до яйл, обычен в степной части Крыма. Известны единичные находки в Луганской и Закарпатской области. На большей части известного ареала встречаются лишь единичные взрослые особи. В Крыму вид очень обычен. | Уязвимый вид                            | [ 160 ]         |
|                                             | Обыкновенная мантиспа (Mantispa styriaca)                              | На Украине отмечалась в Одесской, Николаевской, Киевской, Черкасской, Харьковской, Донецкой, Луганской областях и в Крыму. На большей части известного ареала встречаются лишь единичные взрослые особи. | Редкий вид                              | [ 161 ]         |
| Отряд Скорпионницы (Mecoptera)              |                                                                        | |                                         |                 |
| Фотография Bittacus italicus                | Bittacus italicus                                                      | На Украине встречается в Черкасской, Сумской, Днепропетровской и Херсонская областях, а также в Крыму. Современных данных о численности нет. Вид встречается мелкими локальными популяциями. Наблюдается уменьшение численности вида после затопления мест обитания водохранилищами, выкашивания и застройки пойменных лугов, применения пестицидов. | Уязвимый вид                            | [ 162 ]         |
|                                             | Ледничник обыкновенный (Boreus westwoodi)                              | На Украине встречается в Полесье: Житомирская, Киевская, Черниговская области, и Карпатах. Численность и причины её сокращения не известны. | Неоценённый                             | [ 163 ]         |
| Отряд Стрекозы (Odonata)                    |                                                                        | |                                         |                 |
|                                             | Булавобрюх двузубый (Cordulegaster bidentata)                          | Широко распространён в горных и предгорных районах Украинских Карпат. По данным литературы конца XIX — начала XX века приводился для Карпат и Прикарпатья (Ивано-Франковская, Львовская, Закарпатская, Черновицкая области). Последние задокументированные находки на территории страны датируются началом 1930-х годов. Вплоть до начала XXI века новые сведения о находках вида на территории Украины отсутствовали. В период с 2002 по 2005 год было выявлено 35 мест обитания вида в горных и предгорных районах Карпат. Вид связан с малыми неглубокими ручьями в холмистой или горной местности, обитая на умеренных высотах до 1700 метров над уровнем моря. Отмечен на искусственных водоёмах. | Исчезающий вид                          | [ 164 ] [ 165 ] |
|                                             | Булавобрюх кольчатый (Cordulegaster boltonii)                          | На территории Украины вид встречается по всей территории кроме степной зоны и Крыма. Преимущественно распространён в зоне смешанных лесов и лесостепи. Численность низкая, встречаются единичные особи. | Уязвимый вид                            | [ 166 ]         |
|                                             | Дедка рогатый (Ophiogomphus cecilia)                                   | Встречается на западе Лесостепи, в Прикарпатье, Карпатах и в Закарпатской низменности. Численность очень низкая. Очень редкий вид, встречаются лишь единичные особи. | Уязвимый вид                            | [ 167 ]         |
|                                             | Дозорщик-император (Anax imperator)                                    | Распространён на всей территории Украины без чёткой тенденции к усилению локализации мест обитания. Численности сокращается. Встречаются единичные особи. В ряде густонаселённых районов вид, по-видимому, исчез вследствие загрязнения водоёмов. | Уязвимый вид                            | [ 168 ]         |
|                                             | Красотка блестящая (Calopteryx splendens taurica)                      | В Красную книгу Украины включен эндемичный подвид taurica ареал которого охватывает Крымский полуостров, предгорья и горный Крым, южный берег Крыма. Встречаются единичные особи, при благоприятных условиях образуют локальные популяции. | Уязвимый вид                            | [ 169 ]         |
|                                             | Красотка-девушка (Calopteryx virgo)                                    | На территории Украины вид встречается преимущественно на Правобережье. В Крыму вид вероятно исчез. Встречаются единичные особи, при благоприятных условиях образуют локальные популяции. | Уязвимый вид                            | [ 170 ]         |
|                                             | Стрекоза белолобая (Leucorrhinia albifrons)                            | Ранее достоверно вид был известен на территории Украины из Волынской и Киевская области. Недавно обнаружен в Полесском заповеднике и в Крыму (Севастополь, Стрелецкая бухта). Численность очень низкая, встречаются лишь единичные особи. | Исчезающий вид                          | [ 171 ]         |
|                                             | Стрекоза перевязанная (Sympetrum pedemontanum)                         | Встречается на западе Лесостепи, в Прикарпатье и на небольших высотах Карпат, в Закарпатской низменности, в Киевской, Черниговской, Полтавской, Николаевской областях и Крыму. Вид никогда не бывает массовым, встречаются единичные особи. | Уязвимый вид                            | [ 172 ]         |
|                                             | Стрелка Линдена (Erythromma lindenii)                                  | На территории Украины вид встречается в Придунавье, в бассейне Нижнего Днестра (Одесская область и Херсонская область), а также в Крыму. Встречаются единичные особи. | Редкий вид                              | [ 173 ]         |
| Отряд Чешуекрылые (Lepidoptera)             |                                                                        | |                                         |                 |
|                                             | Аполлон обыкновенный (Parnassius apollo)                               | Встречался в некоторых районах Полесья, Карпат, Подолья, в Крыму и некоторых других. Распространение вида в настоящее время на территории Украины не изучалось. Для Украины представлен следующими подвидами: - Parnassius apollo breitfussi (Bryk, 1914) — малоизученный таксон, известный по двум экземплярам. Находки вида сделаны в Крыму в урочище Янкой горного массива Чатырдаг. - Parnassius apollo carpathicus (Rebel et Rogenhofer, 1892) — подвид, объединяющий карпатские популяции. На Украине редок и локален, встречается в Карпатах и Днестровском каньоне. По старинным находкам известен из равнинных районов Львовской и Хмельницкой областей. Везде вид находится на грани исчезновения либо, вероятно, вымер. Факторы, которые ограничивают численность этого вида следующие: уничтожение участков с разнообразной травянистой растительностью в местах распашки и сенокошения, в сочетании с низкой способностью к расселению и малочисленностью локальных популяций, увеличение рекреационной нагрузки и чрезмерный выпас скота.                                        | Исчезающий вид                          | [ 175 ] [ 174 ] |
|                                             | Бархатница Климена (Kirinia climene)                                   | Вид представлен единственным номинативным подвидом, распространённым в степной и лесостепной зонах Украины. Встречается в восточных степях Украины — Запорожская, Донецкая и Луганская области. Очень локальный вид. Численность незначительна, в основном 0,1-2 особи на 1 га, лишь в «Провальской степи» в пик периода лёта количество имаго на отдельных участках может составлять до 5 — 10 на 1 га. | Уязвимый вид                            | [ 176 ]         |
|                                             | Бархатница черноморская (Pseudochazara euxina)                         | Эндемик Крыма. Вид известен лишь из типовой местности — встречается на Ялтинской и Никитской яйле, на г. Роман-Кош и южном склоне г. Чатыр-Даг. Встречается на высоте от 1000 до 1500 м над ур. м. Уязвимый вид в силу морфофизиологических и/или поведенческих особенностей, делающих их уязвимыми при любых изменениях окружающей среды. На отдельных небольших участках склонов Ай-Петри количество бабочек в пик периода лёта в некоторые годы может достигать 250—300 особей на 1 гектар. В Бабуган-яйле и Чатыр-Даге численность значительно ниже (до 23 — 30 особей на 1 га). Численность вида колеблется в разные годы. | Редкий вид                              | [ 177 ] [ 174 ] |
|                                             | Бражник дубовый (Marumba quercus)                                      | Может встречаться в степной и лесостепной зонах. Оседлый вид, не склонный к миграциям. Численность незначительная. В некоторые годы местами является нередким видом, но в целом встречаются лишь единичные особи. | Редкий вид                              | [ 178 ]         |
|                                             | Бражник карликовый (Sphingonaepiopsis gorgoniades)                     | Встречается в Крыму, Донецкой и Луганской областях. Оседлый вид, не склонный к миграциям. Численность незначительная. В целом встречаются лишь единичные особи. | Редкий вид                              | [ 179 ]         |
|                                             | Бражник мёртвая голова (Acherontia atropos)                            | Может встречаться повсеместно, но спорадически. В благоприятные годы нередок в Крыму. Является мигрирующим видом. Чаще всего встречается единично. Численность популяции из года в год сильно варьируется. Колебания численности связаны в первую очередь с погодными и прочими природными условиями. В холодные года она сокращается, а в тёплые — сразу же возрастает. В холодные зимы куколки могут погибать, но численность восстанавливается на следующий год за счёт мигрирующих особей. Об общей численности можно судить лишь косвенно на основании обнаруживаемых куколок. Постоянное снижение численности на территории страны обусловлено обработкой полей, особенно картофельных, инсектицидами для борьбы с колорадским жуком, что приводит к гибели гусениц и куколок бабочки. | Редкий вид                              | [ 180 ]         |
|                                             | Бражник прозерпина (Proserpinus proserpina)                            | Встречается почти повсеместно. Редкий вид. В основном встречаются лишь единичные особи. Причины уменьшения численности заключаются в уничтожении природных биотопов в местах обитания. | Редкий вид                              | [ 181 ]         |
|                                             | Бражник южный молочайный (Hyles nicaea)                                | Встречается только на Крымском полуострове, где представлен подвидом Hyles nicaea orientalis. В последние годы в Крыму вид найден в Зуе и на Тарханкутском полуострове. На Тарханкуте сейчас существует в виде достаточно стабильной и территориально распространённой колонии, значительных колебаний численности колонии не зарегистрировано. | Редкий вид                              | [ 182 ]         |
|                                             | Голубянка бавий (Pseudophilotes bavius)                                | Обитает по берегам лиманов, в оврагах и балках вдоль морского побережья, реже — по долинам рек, в степной зоне и предгорьях Крыма (в том числе на Карадаге, Керченском полуострове). Численность на небольших участках, в пик периода лёта может достигать до 20 — 25 особей на 1 участок, в основном не превышает 20 — 30 особей на 1 гектар. | Уязвимый вид                            | [ 183 ] [ 174 ] |
|                                             | Голубянка пиренейская (Agriades pyrenaicus)                            | На территории Украины представлен подвидом Agriades pyrenaicus ergane. На Украине встречается исключительно вдоль реки Волчья (например, в окрестности сёл Ефремовка и Бочково) в Волчанском районе Харьковской области в непосредственной близости от границы с Россией. На небольших участках, площадь которых не превышает несколько гектаров, численность во время пика периода лёта может достигать 500—800 особей на 1 га. | Уязвимый вид                            | [ 184 ] [ 174 ] |
|                                             | Голубянка Пилаон (Plebeius pylaon)                                     | На Украине встречается два подвида: номинативный, распространённый в степях и предгорьях Крыма, в Днепропетровской, Запорожской и Луганской областях. На Западной Украине обитает подвид Plebejides pylaon sephirus (Frivaldszky, 1835), имеющий русское название Голубянка Зефир. Данный подвид на Украине известен лишь по немногочисленным находкам из окрестностей города Каменец-Подольский (Хмельницкая область) и из Крыма. Довольно редкий вид. Лишь в Крыму на небольших участках, не превышающих несколько сотен квадратных метров в пик лёта численность может достигать 50 особей на 1 участок, в основном же она не превышает 30 — 40 особей на 1 гектар. | Уязвимый вид                            | [ 185 ] [ 174 ] |
| Фотография голубянки Римн                   | Голубянка Римн (Neolycaena rhymnus)                                    | Встречается в степной зоне Украины. Самое западное известное местонахождение вида — Могилёв-Подольский район Винницкой области. Вид крайне локален и приурочен к хорошо сохранившимся участкам луговой степи. На Украине, в своих местах обитания вид обычен и не подвержен сильному антропическому воздействию. В пик периода лёта количество имаго на отдельных участках составляет до 1000 — 5000 особей на 1 гектар. | Неоценённый                             | [ 186 ] [ 174 ] |
|                                             | Голубянка Буадюваля (Polyommatus boisduvalii)                          | Номинативный подвид характерен для восточных лесостепных областей страны, где встречается очень редко и локально. Второй подвид — Polyommatus eros orientalis — обитает в украинском Полесье. Один из самых редких видов бабочек в фауне Украины. Этот всегда редкий вид за последние 30 лет был найден на Украине лишь в нескольких экземплярах. Вероятно, исчез на значительных площадях украинской части ареала. | Исчезающий вид                          | [ 188 ] [ 174 ] |
|                                             | Желтушка торфяниковая (Colias palaeno)                                 | На территории страны проходит южная граница ареала вида. Встречается в лесной зоне правобережной Украины. В настоящее время стабильно регистрируется Полесском Заповеднике (Житомирская область), и в нескольких болотных массивах Киевской области. Локально распространен в Западном Полесье (болотный массив Сырая Погоня, Ровенский заповедник и др.), в прошлом — Расточье (окр. Львова и пгт. Немиров); недавно найдена популяция в Карпатах (долина р. Сян на границе с Польшей). Представлен номинативным подвидом. Желтушка торфяниковая является локальным и редким видом. Численность преимущественно незначительна. Кое-где, например, в Ровенском заповеднике, количество бабочек в пик периода лёта достигает 6 — 10 особей на 1 гектар. | Исчезающий вид                          | [ 191 ] [ 174 ] |
|                                             | Зегрис короткоусая (Zegris eupheme)                                    | Встречается местами в степях Украины и в Крыму. Представлен номинативным подвидом. Очень локальный вид. Численность незначительная: чаще всего встречаются единичные особи. Местами, например в «Аскания-Нова» количество бабочек в пик лёта может достигать до 10 особей на 1 гектар. Причины уменьшения численности: уничтожение травянистой растительности в местах обитания из-за застройки, распашки, перевыпаса, интенсивных сенокошения и рекреации, что связано с увеличением антропогенного воздействия на места обитания вида. | Исчезающий вид                          | [ 192 ] [ 174 ] |
|                                             | Зорька белая (Euchloe ausonia)                                         | Встречается в Одесской области Украины и на Крымском полуострове. Есть данные о находках вида в Херсонской, Запорожской, Донецкой областях. Численность преимущественно незначительная. Местами в Крыму является очень обычным видом, в некоторые годы массовым видом, количество бабочек в пик лёта может достигать десятков особей на гектар. Причины уменьшения численности: нарушение мест обитания вида, уничтожение травянистой растительности в местах обитания из-за застройки, распашки, перевыпаса, интенсивных сенокошения и рекреации, что связано с увеличением антропогенного воздействия на места обитания вида. | Уязвимый вид                            | [ 193 ] [ 174 ] |
|                                             | Капюшонница блестящая (Cucullia splendida)                             | Встречается локально в степях левобережья (Днепропетровская, Луганская и Херсонская область). Численность незначительная — встречаются единичные особи. | Редкий вид                              | [ 194 ]         |
| Фотография капюшонницы великолепной         | Капюшонница великолепная (Cucullia magnifica)                          | На Украине встречается очень редко и локально в Приднепровье, окрестностях Харькова, Рубежное, в заповеднике Стрелецкая степь, в степной и на юге лесостепной зоны на Левобережье, в двух пунктах Правобережья (пгт. Солёное Днепропетровской области, Одесса) и на острове Бирючий. Встречается очень редко. Относительно значительное количество особей было зафиксировано в 1942 году в Днепропетровской области. | Редкий вид                              | [ 195 ] [ 196 ] |
|                                             | Капюшонница серебристая (Cucullia argentina)                           | На Украине встречается в степной зоне — Одесской, Херсонской, Донецкой, Луганской, Сумской областях, в Харькове и в степях и на остепнённых склонах гор в Крыму. Численность незначительная — встречаются единичные особи. | Редкий вид                              | [ 197 ] [ 196 ] |
|                                             | Капюшонница серебристопятнистая (Cucullia argentea)                    | На Украине вид встречается в Полесье, в лесостепной зоне и в Одесской области. Численность незначительная. Встречаются единичные особи. | Редкий вид                              | [ 198 ]         |
|                                             | Ленточник тополёвый (Limenitis populi)                                 | На Украине встречается преимущественно в зоне смешанных лесов Правобережья, в Карпатах и Закарпатье, местами в лесостепи и лесах степной зоны. Представлен номинативным европейским подвидом. Немногочисленный, местами редкий вид, на отдельных участках в пик периода лёта имаго количество может достигать до 10 особей на 1 гектар. В некоторых популяциях численность уменьшается. | Уязвимый вид                            | [ 199 ] [ 174 ] |
|                                             | Ленточница большая красная (Catocala dilecta)                          | На территории Украины встречается только в Крыму. Численность незначительная. Бабочек не наблюдали в Крыму с 1993 года. | Редкий вид                              | [ 200 ]         |
|                                             | Ленточница голубая (Catocala fraxini)                                  | Встречается на всей территории Украины, где произрастают кормовые растения гусеницы, за исключением некоторых сухих степных регионов. Численность незначительная, преимущественно встречаются единичные экземпляры. | Уязвимый вид                            | [ 201 ]         |
|                                             | Ленточница дизъюнктивная (Catocala disjuncta)                          | На Украине встречаются на южном берегу Крыма. Численность очень низкая. В 1985 году в Карадагском заповеднике отмечали большое количество бабочек, затем в течение 20 лет — 1 особь за 3 — 4 года наблюдений. | Редкий вид                              | [ 202 ]         |
|                                             | Ленточница рыжая (Catocala diversa)                                    | На территории Украины вид встречаются на южном берегу Крыма. Численность незначительная — встречаются единичные особи. | Редкий вид                              | [ 203 ]         |
|                                             | Люцина (Hamearis lucina)                                               | Представлен номинативным европейским подвидом. На Украине встречается в Карпатах и Закарпатье, на востоке лесной зоны, в лесостепи и местами в степи. Есть находки в районе Киева и в Харьковской области. Относительно локальный вид. Численность незначительная, при благоприятных условиях в пик периода лёта численность бабочек иногда составляет 10 — 20 особей на 1 гектар. Вид исчезает при сплошном выкашивании, перевыпасе скота, сильном вытаптывании лугов и опушек лесов. | Уязвимый вид                            | [ 204 ] [ 174 ] |
|                                             | Махаон (Papilio machaon)                                               | Широко распространённый вид, встречающийся на территории Украины повсеместно. В фауне Украины представлен номинативным подвидом. На отдельных участках в несколько гектар численность может достигать в пик периода лёта до 10 — 20 особей на 1 участок. В основном же численность не превышает 0,1 — 1 особи на 1 га. Причины уменьшения численности заключаются в уничтожении биотопов вследствие хозяйственной деятельности, а также применении пестицидов. На преимагинальных стадиях сильно уязвим при действии пожаров (особенно низовых), сплошном выкашивании, перевыпасе скота, сильном вытаптывании лугов. | Уязвимый вид                            | [ 205 ] [ 174 ] |
|                                             | Медведица-госпожа (Callimorpha dominula)                               | На Украине вид представлен номинативным подвидом. Распространение на территории Украины изучено недостаточно. Видимо, медведица-госпожа распространена на всей территории страны, кроме степной зоны. Достаточно локальный вид. Численность незначительная. Более обычный вид в западных регионах. В горном Крыму встречается единично либо немногочисленно. | Уязвимый вид                            | [ 206 ]         |
|                                             | Медведица-матрона (Pericallia matronula)                               | Вид встречается на Украине в Карпатах, Закарпатье, Полесье, Подолье, частично в лесостепной зоне. Встречается локально. Численность вида незначительная. Встречаются преимущественно единичные особи. | Уязвимый вид                            | [ 207 ]         |
|                                             | Мнемозина (Parnassius mnemosyne)                                       | Широко распространённый вид, встречающийся на территории Украины практически повсеместно, за исключением Крыма и некоторых засушливых районов степной зоны. В Карпатах обитает на высотах до 1600 м над ур. м. На Украине представлен номинативным подвидом. Локальный, но местами обычный вид, встречающийся изолированными компактными популяциями, бабочки в которых летают в очень ограниченных стациях. В отдельных биотопах в пик лёта имаго количество бабочек может достигать до 50 — 150 особей на 1 гектар. В некоторых популяциях численность уменьшается. Причины уменьшения численности: уничтожение или деградация травянистой растительности на лесных полянах в результате застройки, распашки, перевыпаса, интенсивных сенокошения и рекреации. Современное сокращение численности данного вида обусловлено исчезновением кормового растения гусениц и открытых биотопов, что связано с увеличением антропогенного воздействия на места обитания вида. Миграциям вид практически не подвержен, поэтому полностью исчезает при деструктивном воздействии на его местообитания. | Уязвимый вид                            | [ 208 ] [ 174 ] |
|                                             | Многоцветница v-белое или Углокрыльница эль-белое (Nymphalis vaualbum) | На территории Украины встречается лишь спорадически и нет данных о том, что там он образует стабильные популяции. Имеется сообщение о единичной находке в НПП «Гомольшанские леса» (Змиёвской район, Харьковская область). Очень редкий вид, известны лишь единичные находки на территории Украины. | Неоценённый                             | [ 209 ] [ 174 ] |
|                                             | Носатка листовидная (Libythea celtis)                                  | На территории страны встречается в горном Крыму и на южном берегу Крыма. Представлен номинативным подвидом. Местами встречается довольно часто, при благоприятных условиях в пик периода лёта бывает 500—1000 и более особей на 1 гектар. Причины уменьшения численности: уничтожение каракаса голого — единственной кормового растения гусеницы этого вида в пределах Украины; урбанизация. | Редкий вид                              | [ 210 ] [ 174 ] |
|                                             | Орденская лента малиновая (Catocala sponsa)                            | Встречается на всей территории Украины. Численность незначительная. Изредка даёт вспышки численности в различных частях своего ареала. | Редкий вид                              | [ 211 ]         |
|                                             | Павлиноглазка грушевая или павлиноглазка большая (Saturnia pyri)       | На Украине встречается почти повсеместно, кроме Карпат и Полесья. Численность незначительная, лишь на юге в благоприятные годы является обычным. | Редкий вид                              | [ 212 ]         |
|                                             | Павлиноглазка малая (Saturnia (Eudia) pavonia)                         | На территории Украины спорадически встречается почти повсеместно. Численность незначительная. В некоторые годы местами (на Подолье и в Нижнем Приднепровье) нередкий вид, но в целом встречаются лишь единичные особи. Причины уменьшения численности: уничтожение природных биотопов. | Редкий вид                              | [ 213 ]         |
|                                             | Павлиноглазка рыжая (Aglia tau)                                        | На Украине встречается почти повсеместно, кроме степных районов и Полесья. Численность незначительная, в некоторых областях (Закарпатская, Черновицкая, Черкасская) в благоприятные годы локально является обычным видом. | Уязвимый вид                            | [ 214 ]         |
|                                             | Павлиноглазка терновая или павлиноглазка сливовая (Eudia spini)        | На территории Украины встречается почти повсеместно, кроме Карпат и Полесья. Численность незначительная, и в последнее время сокращается по всему ареалу. На Украине очень редко встречались единичные особи, в последние годы на территории страны вообще не фиксировался. | Исчезающий вид                          | [ 215 ]         |
|                                             | Переливница ивовая (Apatura iris)                                      | Встречается в лесной зоне Западной, Северной и Центральной Украины, в Карпатах и Закарпатье, местами в лесостепи. В Карпатах поднимается до 1500 м над ур. м. Представлен евро-уральским номинативным подвидом. Немногочисленный, местами редкий вид, на отдельных участках в пик периода лёта имаго количество может достигать до 1 — 5 особей на 1 гектар. В некоторых регионах встречаются лишь единичные особи, вероятно, численность популяции там уменьшается. Лимитирующие факторы: разрушение биотопов (вырубка естественных лесов, изменение породной структуры леса, урбанизация), применение пестицидов и общее ухудшение экологической обстановки в естественных местах обитания. | Уязвимый вид                            | [ 216 ] [ 174 ] |
|                                             | Совка шпорниковая (Periphanes delphinii)                               | На территории Украины может встречаться практически повсеместно. Широко распространён в степной зоне, обычен, в некоторые годы бывает многочисленным. Летом 2004 года наблюдался как массовый лёт в степных районах Крыма. | Уязвимый вид                            | [ 217 ]         |
|                                             | Пестрянка понтийская (Zygaena sedi)                                    | На территории Украины встречается в восточной части южного берега Крыма. Встречается локально. Численность вида подвержена значительным колебаниям. Период колебаний 4-6-летний. Пиковые значения численности — до нескольких сотен. Высокая численность держится 1-2 года, после чего наступает 3-5-летняя депрессия численности: встречаются одиночные особи имаго. Данные колебания численности имеют естественные причины. Причины уменьшения численности в некоторых популяциях заключаются в курортном строительстве, расширении площадей виноградников и связанное с ними уменьшение природных мест обитания вида. | Редкий вид                              | [ 218 ]         |
|                                             | Пестрянка чёрноточечная (Zygaena laeta)                                | На Украине в последние годы вид найден в Крыму, Запорожской, Днепропетровской, Донецкой, Луганской, Харьковской, Полтавской, Черкасской, Киевской, Житомирской, Черниговской, Винницкой и Одесской областях. До 1940 года вид наблюдался также в Николаевской, Черновицкой и Ивано-Франковской областях. Численность низкая, с небольшими колебаниями в отдельные годы. В большинстве биотопов встречаются единичные особи. Причины уменьшения численности заключаются в поражении гусениц природными паразитами Cotesia zygaenarum и сокращения мест обитания вида. | Исчезающий вид                          | [ 219 ]         |
|                                             | Подалирий (Iphiclides podalirius)                                      | Широко распространённый вид, встречающийся на территории Украины практически повсеместно, за исключением Полесья и высокогорья Карпат. На Украине представлен номинативным подвидом. Обычный вид на большей территории страны. На отдельных участках ареала количество бабочек может достигать в пик лёта имаго до 80 особей на 1 гектар, но в основном не превышает 1 — 5 особей на 1 гектар. В крайней северной части Украины вид становится более редким, может встречаться не каждый год, в некоторых местах попадаются только единичные мигрирующие особи. Причины уменьшения численности: уничтожение диких плодовых деревьев и кустарников, а также применение пестицидов. | Уязвимый вид                            | [ 220 ] [ 174 ] |
|                                             | Поликсена (Zerynthia polyxena)                                         | Распространённый вид, встречающийся на территории Украины практически повсеместно, за исключением высокогорья Карпат и некоторых наиболее засушливых степных регионов. На Украине представлен номинативным подвидом. Обычный вид, встречающийся локальными популяциями, бабочки в которых летают в очень ограниченных стациях. В отдельных биотопах в пик лёта имаго количество бабочек может достигать до 30 — 100 особей на 1 гектар, но в основном численность не превышает 10 — 20 особей на 1 гектар. В некоторых популяциях численность уменьшается. Современное сокращение численности данного вида обусловлено исчезновением кормового растения гусениц и открытых биотопов, что связано с увеличением антропогенного воздействия на места обитания. Миграциям вид практически не подвержен, поэтому полностью исчезает при деструктивном воздействии на его местообитания. | Уязвимый вид                            | [ 221 ] [ 174 ] |
| Нижняя сторона крыльев                      | Сатир железный (Hipparchia statilinus )                                | Представлен европейско-кавказским номинативным подвидом. На Украине известно популяций четыре группы в различных местообитаниях. Группа полесских популяций (лесная зона Украины) характеризуется чрезвычайной локальностью: бабочки встречаются небольшими колониями, занимающими территорию несколько гектаров. В Херсонской области Украины локально встречается на песчаных и глинистых участках побережий рек, лиманов и Чёрного моря (например, в окрестностях Скадовска) или на полупустынных солончаковых равнинах вблизи морских побережий (остров Джарылгач). В Крыму встречается на Южном берегу, в предгорьях, на Керченском и Тарханкутском полуостровах. В юго-восточной части Украины встречается на участках целинных степей. Вид отсутствует практически на всей территории лесостепи Украины. В пик периода лёта при благоприятных условиях численность достигает: в Полесье — 1 — 5 особей на 1 гектар, в Херсонской области — 5 — 10, Горном Крыму — 5 — 20, на востоке степной зоны — 100—300 особей на 1 гектар.                                                         | Редкий вид                              | [ 222 ] [ 174 ] |
|                                             | Сенница Геро (Coenonympha hero)                                        | На Украине представлен северо-европейским номинативным подвидом. Сейчас вид встречается очень локально в зоне смешанных лесов Правобережья северной части Украины, в Карпатах и в Подолье, одна популяция известна из северной части Черниговской области. Данные популяции находятся в сильно угнетённом состоянии, а некоторые считаются вымершими (вероятно, вид исчез на 40-50 % территории украинской части ареала). Численность в основном незначительная, но локальные популяции могут быть довольно многочисленными. Вид является стенотопным и тяготеет к верховым и переходным болотам, после мелиорации которых исчезает. | Уязвимый вид                            | [ 223 ] [ 174 ] |
|                                             | Совка роскошная (Staurophora celsia)                                   | На Украине встречается локально в Полесье, лесостепной и степной зоне (Киевская, Житомирская, Черниговская, Сумская, Черкасская, Луганская, Харьковская области) и в Крыму. Локальный вид. Численность незначительная и находится на постоянно низком уровне. Встречаются единичные особи. Была обычным видом в Днепровско-Орельском заповеднике в 1996 — 1998 годах. | Редкий вид                              | [ 224 ] [ 196 ] |
| Фотография совки Трейчке                    | Совка Трейчке (Pyrrhia treitschkei)                                    | На территории Украины встречается только в горном Крыму. Численность незначительная. Встречаются единичные особи. | Редкий вид                              | [ 225 ] [ 196 ] |
|                                             | Совка Хайварда (Divaena haywardi)                                      | На Украине встречается только в горном Крыму. Численность незначительная. Встречаются единичные особи. В 2007—2008 годах на Ай-Петри наблюдалась вспышка численности до 100—120 бабочек за сезон. | Редкий вид                              | [ 226 ]         |
|                                             | Томарес Каллимах (Tomares callimachus)                                 | На территории Украины представлен номинативным подвидом. Из Крыма описывался Tomares callimachus tauricus (Korb et Yakovlev, 1998), обоснованность выделения которого представляется сомнительной. На территории Украины распространён только в Крыму, где встречается в восточной части южного берега — от Судака до Феодосии. По данным начала XX века вид мог обитать в Николаевская область (сомнительные литературные указания, не подтвержденные коллекционным материалом). Численность вида колеблется в разные годы. В среднем они достигает нескольких десятков особей на 1 гектар, максимальные показатели — нескольких сотен особей на 1 гектар. Устойчивых тенденций по уменьшению численности не зарегистрировано. | Уязвимый вид                            | [ 227 ] [ 174 ] |
|                                             | Томарес южный или Томарес Ногеля (Tomares nogelii)                     | На Украине представлен номинативным подвидом. Для Крыма в качестве возможного ранее приводили малоазиатский таксон nesimachus (Oberthur, 1893), однако сейчас он не является валидным. В настоящее время вид достоверно известен из нескольких местообитаний в долине Днепра в районе городов Днепр и Запорожье. Известно также достоверное указание о поимке серии экземпляров в начале XX века в окрестностях Пирятина Полтавской области, где вид вероятно уже исчез. После 1925 года вид не был обнаружен в Херсонской области. Единственная находка в Одесской области датирована 1917 годом. Имеются находки вида на юго-востоке Крымского полуострова (окрестности Судака). Встречается локально. В некоторых локалитетах Запорожской области численность достигает 100 и более особей на 1 гектар. В днепропетровских и крымских популяциях эти показатели на порядок ниже. Значительных депрессий и вспышек численности за последние десятилетия в украинских популяциях не зарегистрировано: в разные годы численность колеблется в очень незначительных рамках.                     | Уязвимый вид                            | [ 228 ] [ 174 ] |
| Фотография трифизы Фрины                    | Трифиза Фрина (Triphysa phryne)                                        | На Украине вид представлен номинативным подвидом, который встречается по островкам типичных степей в Херсонской области и в северо-восточной части Крыма. Локальный вид. За последнее столетие в результате распашки степей и выпаса скота ареал значительно сократился. Численность не превышает 20 — 30 особей на гектар в местах обитания. | Уязвимый вид                            | [ 229 ]         |
|                                             | Чернушка Манто ( Erebia manto)                                         | Вид представлен подвидом trajanus (Hormuzaki, 1895), незначительно отличающийся от номинативного морфологически, но хорошо отделённый от него географически. Встречается на Черногорском и Мармарошском хребтах Украинских Карпат. Локальный вид. В некоторые годы является локально обычным, но встречается на очень маленьких изолированных друг от друга участках в несколько гектаров. | Редкий вид                              | [ 230 ] [ 174 ] |
|                                             | Чернушка степная (Proterebia afra)                                     | Вид встречается в горной части Крыма. Ошибочно приводится для степей восточной и равнинной части Крымского полуострова. Многочисленный вид. В Крымских горах в пик лёта количество бабочек составляет до 100—800 особей на 1 гектар. Популяции стабильны. | Уязвимый вид                            | [ 231 ] [ 174 ] |
|                                             | Шелкопряд Баллиона (Lemonia ballioni)                                  | Локальный вид, который на территории Украины встречается только в Крыму, где населяет его степную часть и яйлы. Вид имеет значительные (до двух порядков) колебания численности с периодом 3 — 5 лет. Причины уменьшения численности не выяснены. | Уязвимый вид                            | [ 232 ]         |
|                                             | Шелкопряд берёзовый (Endromis versicolora)                             | Локальный вид, который на территории Украины встречается спорадически в зоне смешанных лесов и в лесостепи. Численность незначительная — встречаются единичные особи, в некоторых регионах(например, окрестности Харькова) в благоприятные годы локально нередкий вид. Причины уменьшения численности не выяснены. | Уязвимый вид                            | [ 233 ]         |
|                                             | Шелкопряд одуванчиковый (Lemonia taraxaci)                             | Локальный вид, который на территории Украины встречается в зона смешанных лесов, частично в лесостепной зоне. Численность незначительная — встречаются единичные особи. В некоторых местностях в благоприятные годы локально нередкий вид. Причины уменьшения численности не выяснены. | Уязвимый вид                            | [ 234 ]         |
|                                             | Шмелевидка скабиозовая (Hemaris tityus)                                | На территории Украины встречается почти повсеместно. В некоторые годы местами является нередким видом, но в целом встречаются лишь единичные особи. Причины уменьшения численности заключаются в уничтожении природных биотопов в местах обитания. | Редкий вид                              | [ 235 ]         |
|                                             | Шмелевидка хорватская (Hemaris croatica)                               | На Украине распространён в Крыму, Донецкой и Луганской областях. В юго-восточном Крыму численность колеблется с 6 — 8-летним периодом, пиковые значения составляют до 10 — 20 бабочек на один час маршрутного учёта. Такие значения держатся 1 — 2 года, затем наступает 5 — 6-летняя депрессия: имаго встречаются лишь одиночно. На Керченском полуострове период колебаний предположительно длится не менее 10-12 лет. Негативное влияние на популяцию оказывает сокращение мест обитания и ухудшение их состояния в результате хозяйственной деятельности человека. | Редкий вид                              | [ 236 ]         |
|                                             | Эухальция разноцветная (Euchalcia variabilis)                          | В фауне Украины представлен номинативным подвидом. На Украине встречается в Карпатах (около города Сколе Львовской области, Яремчанский и Верховинский районы Ивано-Франковской области), на Донецком кряже (село Провалье Свердловского района Луганской области). Численность незначительная, встречается очень редко в горах на субальпийских и альпийских лугах и полянах на высоте 1200—2000 м н. ур. м. и в степи. | Редкий вид                              | [ 237 ]         |
| Отряд Эмбии (Embioptera )                   |                                                                        | |                                         |                 |
|                                             | Эмбия средиземноморская (Haploembia solieri)                           | На Украине вид отмечен в Крыму — Южный берег Крыма (северная граница ареала) и мыс Казантип. Редкий вид, но в местах скопления может быть массовым. | Редкий вид                              | [ 238 ]         |

### Комментарии
1. 1 2 3 4 5 6 7 8 9 10 11 12 13 14 15 16 17 18 19 20 21 22 23 24 25 26 27 28 29 30 31 32 33 34 35 36 37 38 39 40 41 42 43 44 45 46 47 48 49 50 51 52 53 54 55 56 57 58 59 60 61 62 63 64 65 66 67 68 69 70 71 72 73 74 75 76 77 78 79 80 81 82 83 84 85 86 87 88 89 90 91 92 93 94 95 96 97 98 99 100 101 102 103 104 105 106 107 108 109 110 111 112 113 114 115 116 117 118 119 120 121 122 123 124 125 126 127 128 129 130 131 132 133 134 135 136  Бо́льшая часть Крымского полуострова  является объектом территориальных разногласий между Россией, контролирующей спорную территорию, и Украиной, в пределах признанных большинством государств — членов ООН границ которой спорная территория находится. Согласно федеративному устройству России, на спорной территории Крыма располагаются субъекты Российской Федерации — Республика Крым и город федерального значения Севастополь. Согласно административному делению Украины, на спорной территории Крыма располагаются регионы Украины — Автономная Республика Крым и город со специальным статусом Севастополь.